# Polish Ham

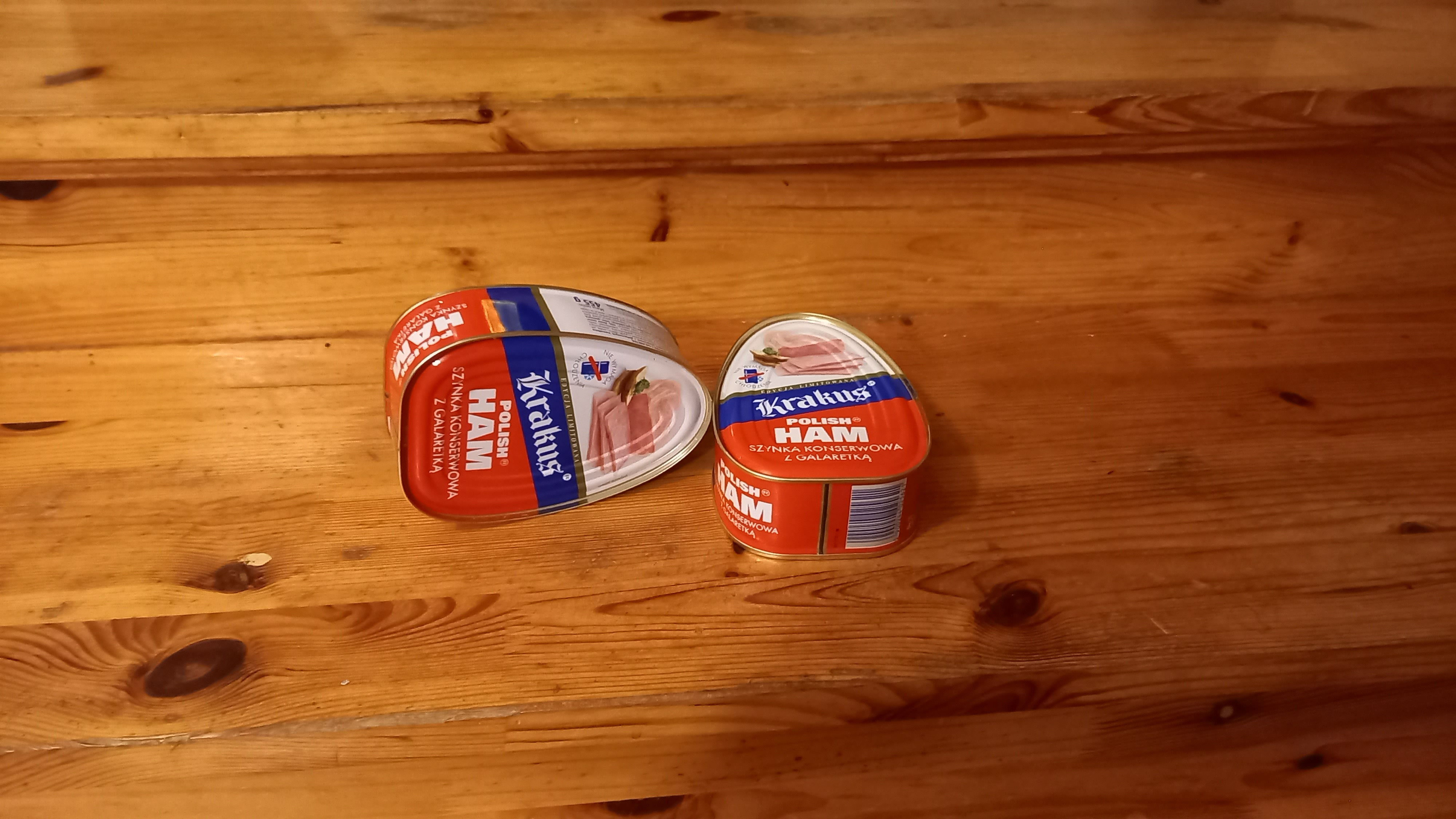
Współczesny Polish ham w puszkach o charakterystycznym kształcie lecz o wielkości 455 g

Polish Ham – polska szynka konserwowa produkowana na rynek USA od roku 1957. Sprzedawana zwykle pod marką Krakus. W szczytowym okresie, w latach 70. na rynek amerykański sprzedawano 100 tys. ton szynki rocznie.
Szynka była produkowana przez Pabianickie Zakłady Mięsne. W r. 1957 szynki do Stanów Zjednoczonych zaczęła sprowadzać firma Atalanta Corporation, której właścicielem był Leon Rubin, polski Żyd z przedwojennego Lwowa. Emigrując zabrał ze sobą 100 kg konserw z Polski, z których część sprzedał w USA i zauważył, że Amerykanie chętnie je kupowali. Firma rozwinęła import z ponad 60 krajów na świecie, a jej roczne dochody w r. 2020 wynosiły ponad miliard dolarów.
Pierwsze szynki wysłano do USA w roku 1958 drogą morską po przeprowadzeniu w pabianickich zakładach szeregu kontroli sanitarnych; wymogiem było, aby szynka była wytwarzana w higienicznych warunkach, przetrwała podróż morską, a jej trwałość i świeżość wynosiła więcej niż rok. Puszka ważyła 12 funtów (5,5 kilogramów) i miała specyficzny kształt, przypominający mandolinę. Firmowano ją nazwą Krakus, a w latach 70. XX w. rocznie wysyłano do USA 100 tys. ton. O jakości szynki świadczy zawartość mięsa w niej, która wynosiła 80 proc.
Szynka zdobyła popularność, jadał ją prezydent John F. Kennedy, a fotografował się z nią Dwight Eisenhower, który spróbował jej podczas targów żywności w Maryland. Sukces spowodował, że Polska sprowadziła używane amerykańskie maszyny masarskie. W roku 1975 na skutek zmian preferencji klientów, Amerykanie zrezygnowali z puszek o kształcie mandoliny i zażyczyli sobie prostopadłościennych puszek 11- i 21-funtowych, z których szynkę można by plasterkować w sklepach. Puszka polskiej szynki kosztowała w latach 70. 4 dolary za 1533 g, podczas gdy szynka amerykańska 8 dolarów.
Szynka jest produkowana pod znakiem towarowym Krakus, należącej do Animexu, od 2016 r. w chińskiej WH Group.